# Per Schjelderup Nissen

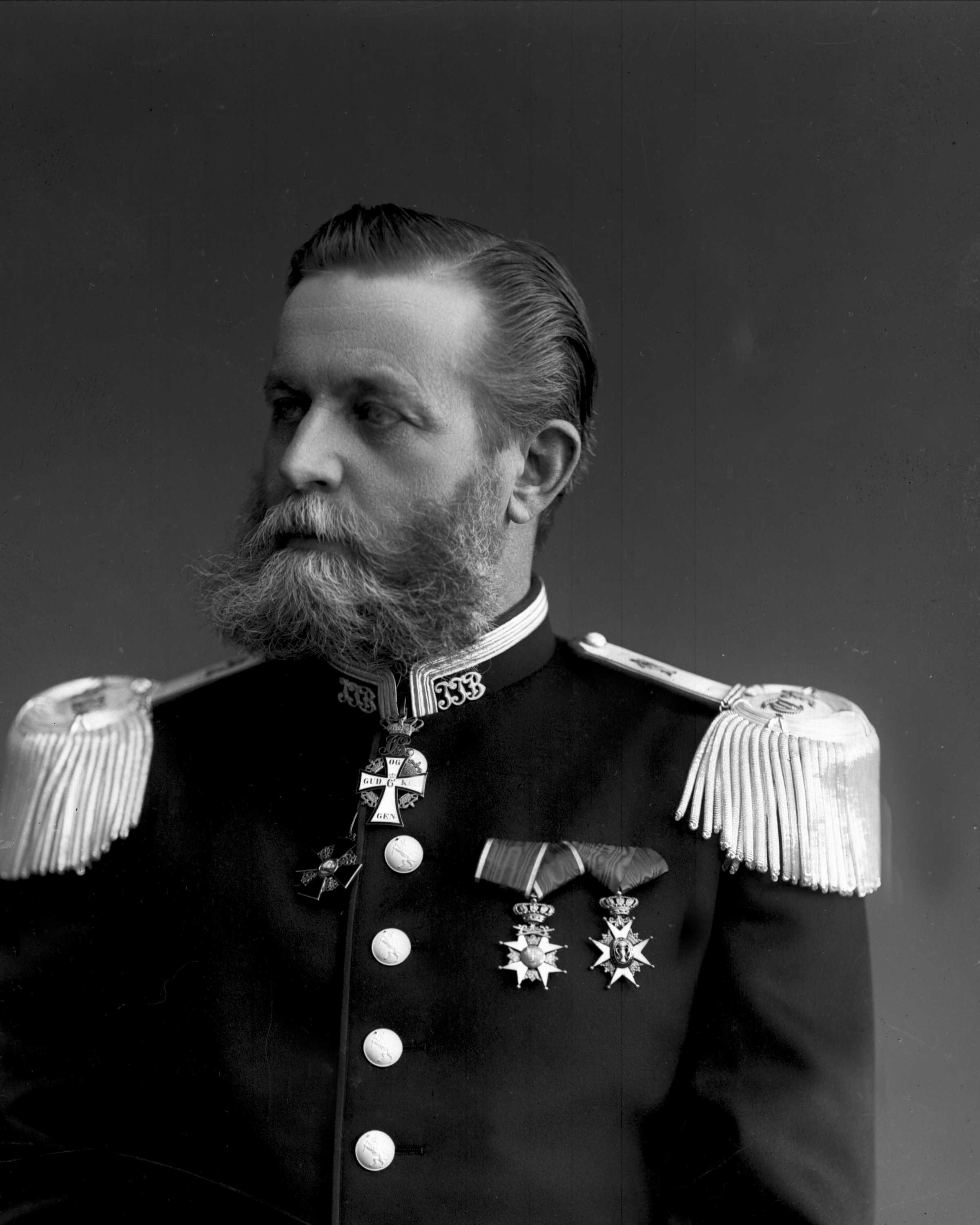
Per Schjelderup Nissen.

Per Schjelderup Nissen, född den 24 mars 1844 i Kristiania (nuvarande Oslo), död där den 22 december 1930, var en norsk militär och topograf. Han var son till Hartvig Nissen och bror till Henrik Nissen.
Nissen blev infanteriofficer 1865, överste och kårchef 1897 samt var generalmajor och chef för Bergenska brigaden 1906–1912. Han tjänstgjorde 1888–1892 som sektionschef vid Norges geografiske opmaaling, vars chef han var 1900–1906. Utom av en rad militära kommittéer var han 1897–1899 ledamot av norsk-ryska gränsregleringskommissionen, 1899–1900 militärkonsulent vid norska statsrådsavdelningen i Stockholm och 1905–1906 överadjutant hos Håkon VII. Från 1901 var han ledamot av internationella jordmätningskommissionen. 
Nissen utarbetade bland annat en serie förtjänstfulla kartverk, exempelvis Det sydlige Norge (4 blad; skala l:600 000, 1903), Det nordlige Norge (skala l:1 000 000 1905) och Jotunheimen med tilgrænsende strøg (1906) samt utgav 1914 Fædrelandet, en större topografisk-statistisk-ekonomisk handbok över Norge och 1921 Økonomisk geografisk atlas over Norge med en översikt över kulturella och ekonomiska förhållanden. Han blev 1894 ledamot av Svenska krigsvetenskapliga akademien.